# Theoretische Chemie
Theoretische Chemie ist die Anwendung nichtexperimenteller (üblicherweise mathematischer oder computersimulationstechnischer) Methoden zur Erklärung oder Vorhersage chemischer Phänomene auf der Grundlage physikalischer Theorien (Quantenmechanik, statistische Thermodynamik u. a.). Aber auch Kraftfeldmethoden, die auf klassischer Mechanik beruhen, werden eingesetzt. Daher beschäftigt sie sich in erster Linie mit der Entwicklung beziehungsweise Weiterentwicklung von physikalisch-mathematischen Methoden, mit denen die chemischen und physikalischen Eigenschaften der Materie berechnet werden können. Die Umsetzung erfolgt heutzutage als computertechnische Implementierung (Programme oder Software). 
Die in der theoretischen Chemie oder Quantenchemie entwickelten Computerprogramme und Methoden werden auch im Rahmen der Chemoinformatik zur Lösung von chemischen Problemstellungen weiter- oder mitverwendet.

## Ab-initio-Methoden
Methoden, die von der Schrödingergleichung bzw. deren relativistischer Erweiterung (Dirac-Gleichung) ausgehen, enthalten als Parameter nur Naturkonstanten und werden daher als Ab-initio-Methoden bezeichnet. Auch quantenelektrodynamische Effekte (QED) können theoretisch berücksichtigt werden, was aber aufgrund der damit verbundenen enormen Rechenleistung und den damit einhergehenden Korrekturen in aller Regel unterlassen wird. Diese Methoden sind wissenschaftlich am besten fundiert, können allerdings nur auf relativ kleine Systeme mit relativ wenigen Atomen angewendet werden, wenn quantitativ genaue Ergebnisse erwünscht werden. Dies liegt darin begründet, dass die Schrödinger- bzw. Dirac-Gleichungen nur für einige triviale Einelektronensysteme analytisch gelöst werden können und ansonsten Näherungslösungen notwendig sind, welche mit zunehmendem Systemumfang jedoch schnell eine hohe Rechenleistung in Anspruch nehmen. Computerprogramme zur Ab-initio-Berechnung von chemischen Strukturen sind beispielsweise GAUSSIAN, GAMESS und MOLPRO.
Die Schrödingergleichung ist eine Eigenwertgleichung (partielle Differentialgleichung) und hat folgende Form:
{\displaystyle {\text{Operator}}\cdot {\text{Eigenfunktion}}={\text{Eigenwert}}\cdot {\text{Eigenfunktion}}}.
Im zeitunabhängigen Fall besteht diese aus dem sogenannten Hamiltonoperator Ĥ, der Wellenfunktion {\displaystyle \Psi } und der Gesamtenergie E des Systems, wobei
{\displaystyle {\hat {H}}\Psi =E\Psi }
gilt. Der (bekannte) Hamiltonoperator beschreibt dabei die kinetischen und potentiellen Energien der beteiligten Teilchen (Elektronen und Atomkerne). Er wirkt auf die (unbekannte) Wellenfunktion {\displaystyle \Psi }. Das Betragsquadrat von {\displaystyle \Psi }, also {\displaystyle \Psi \Psi ^{*}} wird gemäß der Kopenhagener Konvention als Wahrscheinlichkeitsdichte der beteiligten Teilchen des Systems interpretiert. Wenn {\displaystyle \Psi } bekannt ist, können alle Eigenschaften eines Systems relativ einfach als Erwartungswert über den der jeweiligen Eigenschaft zugeordneten Operator berechnet werden.

## Born-Oppenheimer-Näherung
Aufgrund des großen Masseunterschieds zwischen Elektronen und Atomkernen kann die Bewegung der Atomkerne in meist sehr guter Näherung abgetrennt werden, wobei nach weiterer Abtrennung der Translation des Gesamtsystems eine Kernschrödingergleichung resultiert, welche die Schwingung und Rotation des Systems, zum Beispiel eines Moleküls, beschreibt. Übrig bleibt die elektronische Schrödingergleichung, die für feste Atomkernlagen punktweise gelöst werden kann. Die sich dabei ergebenden (elektronischen) Energien fließen in die Kernschrödingergleichung mit ein.
Qualitativ bedeutet dies, dass die Elektronen sich im Potential der Atomkerne bewegen, und sich auf Änderungen der Kerngeometrie augenblicklich einstellen. Ihre Grenze findet diese Näherung dort, wo eine geringe Änderung der Kerngeometrie mit einer großen Änderung der Elektronenstruktur verbunden ist. Solche Situationen findet man gelegentlich an bestimmten Geometrien von vieratomigen oder noch größeren Molekülen, insbesondere, wenn diese sich in einem elektronisch angeregten Zustand befinden.
Die Born-Oppenheimer-Näherung ermöglicht erst die Vorstellung, dass Moleküle eine Gleichgewichtsgeometrie besitzen, um die ihre Atome dann schwingen bzw. rotieren. Mathematisch bedeutet die Born-Oppenheimer-Näherung, dass in der elektronischen Schrödingergleichung der Term für die kinetische Energie der Kerne für eine Geometrie gleich Null gesetzt wird und der Term für die potentielle Energie der Kern-Kern-Wechselwirkung zu einem Parameter wird, der durch das Coulomb-Gesetz (einer für die gegebene Geometrie feste Konstante) und die gewählte Anordnung der Atomkerne bestimmt ist.
Die Lösung der Gesamtschrödingergleichung, die auch die kinetische Energie der Kerne umfasst, ist nur für das kleinste System, das Wasserstoffmolekül, praktisch möglich. Stattdessen wird in zwei Schritten zunächst die elektronische Schrödingergleichung an ausgewählten Kerngeometrien gelöst, dann basierend auf diesen Daten eine Näherungslösung der Energiehyperfläche gesucht und diese dann in die Kernschrödingergleichung eingesetzt. Dabei muss gesagt werden, dass die Kernschrödingergleichung vergleichsweise selten komplett gelöst wird, da man sich aus zeitlichen Gründen auf wenige Freiheitsgrade des Systems beschränken muss (ein System aus N-Atomen besitzt 3N-6 Schwingungsfreiheitsgrade, linear angeordnete Moleküle 3N-5) und es außerdem Möglichkeiten gibt, Größen wie die Schwingungsfrequenzen von Molekülen auf andere Weise in guter Näherung zu berechnen (siehe unten bei Berechnung physikalischer Eigenschaften).

## Hartree-Fock-Methode
Unter Hartree-Fock-Rechnung versteht man eine Ab-initio-Methode der Theoretischen Chemie, um Eigenschaften von Mehrelektronensystemen, die analytisch nicht mehr lösbar sind, näherungsweise zu berechnen. Namensgeber hierfür sind Douglas Hartree und Wladimir Alexandrowitsch Fock. Bei dieser Methode wird die Wellenfunktion näherungsweise als Determinante aus Einelektronenfunktionen (den sogenannten Orbitalen) angesetzt, wobei diese wiederum in der Regel als Linearkombination von sogenannten (in der Regel atomzentrierten) Basisfunktionen mit unbekannten Koeffizienten angesetzt werden. Der Energieerwartungswert dieser Determinantenwellenfuntion wird unter Anwendung des Ritzschen Variationsprinzipes minimiert, wobei die Koeffizienten der Basisfunktionen als Variationsparameter fungieren. Die Lösung der Hartree-Fock-Gleichung wird damit letztlich auf die Berechnung von Integralen über die Basisfunktionen und die Diagonalisierung einer Matrix zurückgeführt. Diese Rechenoperationen lassen sich mit Computern im Gegensatz zur Lösung von Differentialgleichungen mehrerer Variablen sehr effizient lösen. Bei sogenannten Open-Shell-Systemen können zur Respektierung der Symmetrie statt einer Determinante auch Linearkombinationen von Determinanten mit durch Symmetrie vorgegebenen Koeffizienten vorkommen.
Im Rahmen der Hartree-Fock-Methode bewegen sich die Elektronen im gemittelten Feld der anderen Elektronen. Durch die Verwendung des gemittelten Potenzials wird jedoch die Elektronenkorrelation, also die genaue Wechselwirkung der Elektronen untereinander, vernachlässigt. Daher erreicht die Hartree-Fock-Energie nie den exakten Wert, selbst wenn ein unendlich großer Basissatz verwendet werden würde (sogenanntes Hartree-Fock-Limit).

## Multi-Configuration-SCF-Wellenfunktionen
In manchen Fällen genügt es nicht, die Wellenfunktion als eine einzige Determinante (bzw. mit mehreren, aber mit durch Symmetrie bestimmten festen Koeffizienten) anzunähern, um das System qualitativ richtig zu erfassen. Man spricht von sogenannten Multi-Referenz-Systemen. Stattdessen müssen die relevanten Determinanten identifiziert werden, die für eine qualitativ korrekte Beschreibung des Systems nötig sind und deren Koeffizienten zusammen mit den Orbitalen optimiert werden. Eine solche Vorgehensweise ist oft bei der Beschreibung von elektronisch angeregten Zuständen erforderlich, da hier eine Determinante oft keine qualitative korrekte Beschreibung liefern kann. Allerdings gibt es auch Moleküle, deren Grundzustand nur durch mehrere Determinanten qualitativ korrekt beschrieben werden kann, z. B. biradikalische Systeme. Die gezielte Auswahl dieser Determinanten gestaltet sich allerdings als schwierig und hängt zudem in gewissem Maße von der betrachteten Geometrie des Moleküls ab. Daher werden oft nicht einzelne Determinanten, sondern zunächst die besonders relevanten Orbitale betrachtet, zum Beispiel die (energetisch) höchsten besetzten und tiefsten unbesetzten, im einfachsten Fall HOMO und LUMO. Es werden dann alle Determinanten berücksichtigt, die durch Ersetzen der (betrachteten) besetzten Orbitale durch die der unbesetzten erzeugt werden können. Dieser Ansatz wird als Complete Active Space Self Consistent Field (CASSCF) bezeichnet. Aufgrund der exponentiell anwachsenden Anzahl an zu berücksichtigenden Determinanten ist die maximale Zahl der derart zu berücksichtigenden Orbitale abhängig von der Größe des betrachteten Moleküls mehr oder wenig stark limitiert.

## Korrelierte Rechnungen
Die Genauigkeit der Hartree-Fock- bzw. MCSCF-/CASSCF-Lösungen ist in der Regel nicht genügend hoch, so dass daran anschließend für gewöhnlich eine korrelierte Rechnung durchgeführt wird, wobei die bei der Lösung der Hartree-Fock- bzw. MCSCF-Gleichung anfallenden unbesetzten Orbitale berücksichtigt werden. Die Zahl der berechneten Orbitale entspricht nämlich der Zahl der eingesetzten Basisfunktionen und ist in der Regel signifikant größer als die Zahl der besetzten Orbitale, die Teil der Hartree-Fock- bzw. MCSCF-Wellenfunktion sind. Im Prinzip wird bei korrelierten Methoden die Wellenfunktion als Linearkombination von Determinanten angesetzt mit der Hartree-Fock-Wellenfunktion als führende Determinante (großer Koeffizient). Weitere Determinanten werden gebildet, indem besetzte Orbitale durch unbesetzte Orbitale ersetzt werden (sogenannte Anregungen).
Bei den korrelierten Methoden werden im Single-Referenz-Fall für gewöhnlich entweder die Störungstheorie (speziell die Møller-Plesset-Störungstheorie), Configuration-Interaction- oder Coupled-Cluster-(CC)-Ansätze eingesetzt, bei Multi-Referenzmethoden entweder die Multi-Referenz-Configuration-Interaction-MRCI-Methode, die Multi-Referenz-Störungstheorie oder Multi-Referenz-Coupled-Cluster-Ansätze.
In der Regel werden bei allen Methoden nur Ein- und Zweifachanregungen bzgl. der Referenz-Wellenfunktion berücksichtigt, wobei aufgrund der Art des Coupled-Cluster-Ansatzes hier auch bestimmte Klassen höherer Anregungen mit berücksichtigt werden. Beim Coupled-Cluster-Ansatz wird dies als CCSD bezeichnet (S für Single, D für Double nach Anzahl der Anregungen im Ansatz). Der Coupled-Cluster-Ansatz wurde von Hermann Kümmel und Fritz Coester Ende der 1950er Jahre in der Kernphysik entwickelt und ab den 1960er Jahren in der Quantenchemie angewandt (Jiři Čížek, Josef Paldus). Es gibt aber auch einen CCSD(T)-Ansatz, der bestimmte Arten der Dreifachanregung und daraus resultierenden höheren Anregungen berücksichtigt.
Bei der Configuration-Interaction-Methode werden zunächst bezüglich der Referenz-Wellenfunktion (SCF bzw. MCSCF/CASSCF) z. B. alle Ein- und Zweifachanregungen erzeugt, indem ein bzw. zwei besetzte Orbitale durch die entsprechende Anzahl unbesetzter Orbitale ersetzt werden. Die CI-Wellenfunktion wird als Linearkombination aller dieser Determinanten angesetzt und die entsprechenden (CI-)Koeffizienten der Determinanten so bestimmt, dass die resultierende Energie minimal (möglichst negativ) ist. Üblicherweise werden nur Ein- und Zweifachanregungen berücksichtigt. Ein Sonderfall ist das sogenannte Full-CI, bei welchem alle möglichen Anregungen erzeugt werden. Full-CI-Rechnungen sind aber mit einem so großen Rechenaufwand verbunden, so dass sie nur bei kleinen Systemen als Benchmark durchgeführt werden können. Die MRCI(SD)-Methode gilt als sehr genau sowohl für die Eigenschaften als auch für die absolute Energie des Grundzustandes und Energiedifferenzen zu elektronisch angeregten Zuständen. Single-Reference-CI-Methoden, insbesondere CI(SD) gelten dagegen aufgrund der fehlenden Größenkonsistenz als ungenau. Größenkonsistenz würde beispielsweise bedeuten, dass zwei Wasserstoff-Moleküle, die sich in einem sehr großen Abstand zueinander befinden, dieselbe Gesamtenergie liefern wie die zweifache Energie, die für ein einzelnes Wasserstoff-Molekül berechnet wird. Aufgrund der fehlenden Drei- und Vierfachanregungen im ersten Fall fällt das Ergebnis im zweiten Fall aber deutlich negativer aus. Dies gilt zwar prinzipiell auch für MRCI(SD), jedoch kompensiert der Multireferenz-Ansatz einen Großteil des Fehlers. Der Full-CI-Ansatz ist größenkonsistent.
Bei Störungsrechnungen wird der Hamiltonoperator {\displaystyle {\hat {H}}} als Summe eines ungestörten Operators {\displaystyle {\hat {H}}^{0}} und eines Störoperators {\displaystyle {\hat {H}}^{1}} aufgespalten, wobei die Störung „klein“ sein soll. Die Eigenwertlösungen des ungestörten Operators {\displaystyle {\hat {H}}^{0}} sind dabei bekannt. Bei korrelierten Störungsrechnungen wird als {\displaystyle {\hat {H}}^{0}} derjenige Operator verwendet, der die Hartree-Fock- bzw. die MCSCF-/CASSCF-Wellenfunktionen zur Lösung hat. {\displaystyle {\hat {H}}^{1}} ergibt sich dann als Differenz zum echten Hamiltonoperator des Systems. Häufig werden im Single-Referenz-Fall die MP2- oder die MP4(SDQ)-Methodik eingesetzt, im Multireferenzfall die sogenannte CASPT2-Methode (mit einer CASSCF-Wellenfunktion als Referenz-Wellenfunktion), seltener die CASPT3-Methode.
Bei der Lösung der Störungsgleichung ergibt sich, dass der gestörte Anteil sich weiter aufspaltet in eine Wellenfunktion erster Ordnung, zweiter Ordnung usw., wobei sich die Gesamtwellenfunktion als Summe der ungestörten sowie der verschiedenen gestörten Wellenfunktionen ergibt. Der rechnerische Aufwand wird mit jeder hinzukommenden Korrektur deutlich höher. Es ist allerdings nicht zwangsläufig, dass die Reihe gegen das exakte Ergebnis konvergiert, d. h., dass es nicht gewährleistet ist, dass die berechnete Wellenfunktion und die zugehörige Energie / Eigenschaften mit steigendem Aufwand immer besser werden. In der Tat werden teilweise auch Oszillationen um den exakten Wert bzw. eine Divergenz der Ergebnisse beobachtet.
Beim Coupled-Cluster-Ansatz wird die Wellenfunktion als {\displaystyle \psi =\exp(T)\psi (0)} dargestellt. Dies garantiert einerseits die Größenkonsistenz der Methode und führt andererseits dazu, dass bestimmte höhere Anregungstypen ebenfalls erfasst werden. Coupled-Cluster-Rechnungen vom CCSD(T)-Typ gelten als sehr genau. Die Wellenfunktion liegt hier nicht in geschlossener Form vor, so dass die Eigenschaften auf andere Weise berechnet werden müssen, wofür aber entsprechende Vorgehensweisen existieren.
Die Configuration-Interaction-Methode ist variationell, das heißt, die berechnete Energie liegt immer über der exakten Energie. Dies gilt jedoch nicht für die Störungstheorie oder den Coupled-Cluster-Ansatz. Allerdings sind Störungstheorie und Coupled-Cluster-Ansatz im Gegensatz zur CI-Methode größenkonsistent. Größenkonsistenz bedeutet, dass die Energie, die sich bei der Berechnung eines Supersystems von zwei aufgrund des großen gewählten Abstands praktisch nicht-miteinander wechselwirkenden (gleichen) Molekülen ergibt, gleich sein muss mit der doppelten berechneten Energie eines einzelnen Moleküls. Aufgrund dieses Mankos der CI-Methode werden heutzutage kaum CI-Rechnungen auf (Single-Referenz-)Hartree-Fock-Rechnungen mehr aufgesetzt, wohingegen MRCI(SD)-Rechnungen als sehr genau gelten. Full-CI-Rechnungen, bei denen alle im Orbitalraum möglichen Anregungen bzgl. der SCF- bzw. MCSCF-Funktion berücksichtigt werden, sind als Sonderfall sowohl variationell als auch größenkonsistent, allerdings mit Abstand auch am rechenintensivsten.
Der Aufwand bei der Durchführung korrelierter Methoden steigt nicht linear mit der Größe des Moleküls an, sondern liegt bei den üblicherweise benutzten Methoden zwischen {\displaystyle N^{5}} und {\displaystyle N^{7}}, wobei N ein Maß für die Größe des Moleküls (etwa die Zahl der Basisfunktionen) ist. Dies kann darauf zurückgeführt werden, dass die Orbitale delokalisiert, d. h. mehr oder weniger über das ganze Molekül ausgebreitet sind. Die sich bei der Hartree-Fock-Rechnung ergebenden Orbitale lassen sich jedoch mit verschiedenen Methoden relativ gut lokalisieren. Korrelationsmethoden, die diese lokalisierten Orbitale verwenden, versprechen eine deutliche Reduktion des obigen Skalierungsverhaltens mit der Molekülgröße und werden intensiv erforscht. Kernproblem dabei ist, dass wirklich lokale Orbitale „beschnitten“ werden müssen, was dazu führt, dass lokale Orbitale nicht strikt orthogonal zueinander sind, das Integral über zwei solche Orbitale also von Null etwas verschieden ist.
Neben den hier diskutierten molekülorbitalbasierten Methoden lassen sich korrelierte Berechnungen auch mit der Valenzstrukturtheorie (VB-Theorie) darstellen (z. B. VBSCF, BOVB). Diese bringt den Vorteil mit sich, dass die Ergebnisse chemisch leicht interpretierbar sind.

## Semiempirische Methoden
Bei den sogenannten semiempirischen Methoden werden im Allgemeinen Näherungen auf Ebene der Hartree-Fock-Matrix eingeführt, indem bestimmte Größen (Integrale) in der Matrixgleichung entweder vernachlässigt oder durch Parameter ersetzt werden. Die Parameter werden entweder durch experimentell bestimmte Werte definiert oder an einem Trainingssatz angefittet. Ein solcher Trainingssatz besteht in der Regel aus (experimentell oder mit sehr guten Rechenmethoden ermittelten) Größen wie Bindungslängen, Dipolmomente etc. von einer Reihe von Molekülen, die durch Variation der freien Parameter möglichst gut reproduziert werden sollen.
Semiempirische Methoden können Systeme mit (mindestens) mehreren 100 Atomen behandeln. Da die empirischen Parameter implizit Korrelationseffekte berücksichtigen können, sollten semiempirische Methoden nicht nur schneller, sondern auch genauer als Hartree-Fock-Berechnungen sein. Allerdings hängt die zu erwartende Genauigkeit stark davon ab, wie ähnlich das zu berechnende Molekül dem Trainingsset ist. Typischerweise wird ein minimaler Basissatz mit Slater-artigen Basisfunktionen verwendet und nur die Valenzelektronen werden explizit berücksichtigt. Daher kommt der Modellierung der Kern-Kern-Abstoßung, die somit auch die Wechselwirkung der Elektronen der inneren Schalen parametrisch mit berücksichtigen muss, eine sehr hohe Bedeutung zu. Das semi-empirische Modell wird durch die verwendeten Approximationen (d. h. welche Integrale vernachlässigt werden) und wie die restlichen Integrale ausgewertet/parametrisiert werden bestimmt. Die drei gebräuchlichsten Modelle sind complete neglect of differential overlap (CNDO), intermediate neglect of differential overlap (INDO) und neglect of differential diatomic overlap (NDDO).
Der einfachste semiempirische Ansatz ist die Hückel-Näherung, da sie gar keine Integrale berechnet. Allerdings ist sie auch nur auf π-Elektronensysteme anwendbar. Die Theorie wurde später auch auf σ-Systeme erweitert (Extended-Hückel-Theory, EHT).

## Dichtefunktionale
Bei der Dichtefunktionaltheorie (DFT) macht man sich die Tatsache zunutze, dass zur Beschreibung des Grundzustandes die Elektronendichte unabhängig von der Zahl der Elektronen als Funktion von nur drei Ortsvariablen notwendig ist; gegebenenfalls kommt als weitere Größe die Spindichte dazu. Die Grundlage bildet das Hohenberg-Kohn-Theorem. Die Gesamtenergie des Systems ist prinzipiell über ein Funktional mit der Dichte verknüpft. Allerdings besteht das Problem, dass das exakte Funktional (sozusagen das Äquivalent zum Schrödinger- bzw. Dirac-Operator) für die meisten Anwendungen nicht bekannt ist und somit Näherungen notwendig sind. In der Praxis ist daher die Wahl eines geeigneten approximierten Funktionals für die Genauigkeit entscheidend. Die meisten modernen DFT-Methoden basieren auf dem Kohn-Sham-Ansatz, welcher auf der Verwendung einer Slaterdeterminante beruht. Das liegt daran, dass Ansätze, die auf der „reinen“, also Orbital-freien Ansätze keine hinreichend genaue Ansätze liefern können. Heutige Dichtefunktionale erreichen die Genauigkeit von einfachen korrelierten Ab-initio-Methoden (wie die Störungstheorie zweiter Ordnung) und können für Systeme bis ca. 1000 Atomen eingesetzt werden. Häufig verwendet man DFT-Rechnungen zur Geometrieoptimierung von Molekülen. Die systematische Verbesserbarkeit ist weniger stark ausgeprägt als bei ab-initio-Methoden, mit der sogenannten Jacob’s Ladder hat sich jedoch dennoch eine Art Hierarchie der DFT-Methoden etabliert. In Bezug auf die Anwendung von quantenchemischen Methoden auf chemische Fragestellungen kommt der Dichtefunktionaltheorie eine erhebliche Bedeutung zu. Sie findet inzwischen breite Anwendungen in industrieller und akademischer Forschung. Dies wurde nicht zuletzt durch die Vergabe des Nobelpreis für Chemie an Walter Kohn 1998 gewürdigt.

## Kraftfelder
Bei den sogenannten Kraftfeldmethoden greift man dagegen auf eine klassische Vorstellungsweise zurück, gemäß welcher die Atome in Molekülen durch kleine Federn mit bestimmter Federkonstante miteinander verbunden sind, welche auch die Änderung von Bindungs- und Torsionswinkeln beschreiben (Kugel-Feder-Modell). Allgemein gesprochen sind Kraftfelder eine Parametrisierung der potentiellen Energie. Die Tatsache, dass man in der Chemie zwischen verschiedenen Konfigurationen und sogar Konformationen unterscheidet, zeigt, dass die Atomkerne in Bezug auf chemische Fragestellungen keine sehr signifikanten Quanteneigenschaften aufweisen. Dies macht man sich bei molekularmechanischen bzw. Kraftfeldmethoden zunutze. Diese Methoden sind besonders für sehr große (Bio-)Moleküle geeignet, die mit anderen Methoden nicht bewältigt werden können, und dienen hauptsächlich zu deren Geometrieoptimierung bzw. für Dynamiksimulationen. Allerdings müssen für eine Vielzahl von möglichen Atomkombinationen (zwei für Bindungen, drei für Bindungswinkel, vier für Torsionswinkel) entsprechende Parameter (Federkonstanten) ermittelt werden. (Partielle) Ladungen auf Atomen und deren elektrostatische Wechselwirkung miteinander werden ebenfalls berücksichtigt. Die verschiedenen Kraftfeldmethoden unterscheiden sich in der funktionellen Form der Wechselwirkung und der Art wie die Parameter bestimmt werden.
Ein auch unter Experten der Theoretischen Chemie häufig anzutreffendes Vorurteil besagt, dass die Beschreibung von Bindungsbrüchen mit Kraftfeldmethoden inhärent problematisch oder sogar unmöglich sei. Dieses Vorurteil ist weder inhaltlich noch historisch richtig. Es beruht auf zwei häufig verwendeten aber willkürlichen und unrealistischen Modellannahmen: (1) Die Modellierung einer Bindung durch eine Feder (harmonischer Oszillator); dies kann man ersetzen durch eine realistischere Modellierung mit einer Feder, die bei stärkerer Streckung auch reißen kann (anharmonischer Oszillator, z. B. Morseoszillator); (2) Die vereinfachende Annahme, dass Atome die Art und Anzahl ihrer nächsten Nachbaratome nicht verändern (Festlegung sogenannter Atomtypen); diese Annahme kann man ersatzlos fallenlassen. Der häufig vorgebrachte, zusätzliche Einwand, dass man einen Bindungsbruch nicht klassisch-mechanisch, sondern nur quantenmechanisch beschreiben könne, wegen der dabei essentiellen korrekten Beschreibung der Elektronen, ist zwar richtig, gleichzeitig aber irrelevant. In einem Kraftfeld der hier gemeinten Art gibt es keine explizite Beschreibung von Elektronen und auch keine klassische Mechanik; es ist lediglich eine Approximationsfunktion an Resultate einer quantenmechanischen Behandlung der Elektronen. Verwendet man die genannten realistischeren Modellierungen, erhält man ein reaktives Kraftfeld. Einige der vielzitierten ersten Arbeiten zur klassischen Moleküldynamik (s. u.) verwendeten bereits reaktive Kraftfelder. Dies geriet durch die spätere, breite Verwendung einiger nicht-reaktiver Kraftfelder etwas in Vergessenheit.
Nicht-reaktive Kraftfeldmethoden können viele konformationelle Fragen beantworten; mit reaktiven Kraftfeldern kann man auch chemische Reaktionen beschreiben. Kraftfelder werden zum Beispiel bei klassischer Moleküldynamik benutzt.

## Berechnung physikalischer Eigenschaften
Den physikalischen Eigenschaften eines Systems wie seinem Dipolmoment {\displaystyle \mu } ist ein quantenchemischer Operator zugeordnet. Bei Kenntnis der Wellenfunktion {\displaystyle \Psi } kann die Eigenschaft als Erwartungswert über den Operator berechnet werden, das Dipolmoment also als {\displaystyle \int \Psi ^{*}\mu \Psi \mathrm {d} \tau }. Außerdem kann die Eigenschaft auch als ein- oder mehrfache Ableitung der elektronischen Energie des Systems nach bestimmten Größen ermittelt werden, die von der physikalischen Eigenschaft abhängen. Die letztere Methode kann auch verwendet werden, wenn die Wellenfunktion explizit nicht bekannt ist (etwa beim Coupled-Cluster-Ansatz) und ist im Gegensatz zur ersten Methode nicht auf die Gleichgewichtsgeometrie beschränkt.

## Geometrieoptimierung
Da die Lösung der Schrödingergleichung im Rahmen der Born-Oppenheimer-Näherung nur punktweise, das heißt für diskrete Geometrien, möglich ist und eine hinreichend genaue Lösung für eine Geometrie bereits mit einem hohen Rechenaufwand verbunden ist, beschäftigt sich ein Teilzweig der Theoretischen Chemie mit der Aufstellung von Algorithmen, mit denen ausgezeichnete Geometrien mit möglichst geringem rechnerischen Aufwand gefunden werden können. Ausgezeichnete Geometrien sind zum Beispiel die Gleichgewichtsgeometrie (energetisches Minimum), sowie bei chemischen Reaktionen der Übergangszustand als Sattelpunkt auf der Reaktionskoordinate. Die Energiedifferenz zwischen Edukten und Übergangszustand bestimmt die Aktivierungsenergie der Reaktion, die Energiedifferenz zwischen Edukten und Produkten die Reaktionsenergie. Häufig werden Methoden eingesetzt, in welchen neben der Energie an einem Punkt auch dessen erste Ableitung berechnet und die zweite Ableitung abgeschätzt wird.

## Simulation chemischer Reaktionen
Zur Simulation chemischer Reaktionen ist im Allgemeinen eine analytische Darstellung der beteiligten Energiehyperfläche(n) im relevanten Bereich der möglichen Geometrien des zu betrachteten Systems (z. B. Moleküls) notwendig, also eine analytische Funktion, die die Energie des Systems in Abhängigkeit von seiner Geometrie wiedergibt. Dazu wird für jede Fläche an bestimmten ausgezeichneten Geometrien die zugehörigen Energie berechnet und davon ausgehend eine approximative analytische Darstellung der Fläche ermittelt, wofür es verschiedene Ansätze gibt. Da die Zahl der internen Freiheitsgrade eines Systems, das aus N Atomen besteht, 3N-6 beträgt (lineare Moleküle 3N-5), kann eine vollständige Energiehyperfläche, also eine, welche alle Freiheitsgrade des Systems berücksichtigt, nur für drei bis maximal vieratomige Moleküle berechnet werden. Bei größeren Systemen muss eine Auswahl der relevanten Geometrieparameter (d. h. in der Regel bestimmte Bindungslängen, Winkel oder Torsionswinkel) getroffen werden, wobei die Werte der restlichen Geometrieparameter an den ausgezeichneten Geometrien energetisch optimiert werden. Nachdem die Flächen in analytischer Form vorliegen, kann die Kernschrödingergleichung gelöst und so das Fortschreiten der chemischen Reaktion am Computer simuliert werden. Auch hierzu existieren verschiedene Ansätze. Ein anschauliches Beispiel war z. B. die Simulation des Miller-Urey-Experiments mittels ab initio Nanoreaktor.

## Qualitative Erklärungsschemata
Vor allem in der Frühzeit der theoretischen Chemie wurde eine Reihe von Erklärungsschemata aufgestellt, mit deren Hilfe verschiedene Aspekte qualitativ erklärt werden konnten. Ein Beispiel ist die sogenannte VSEPR-Theorie, mit deren Hilfe sich die Geometrie einfacher Moleküle mit einem Zentralatom voraussagen lässt. Aber auch in jüngerer Zeit wurden neue Konzepte entwickelt, etwa die electron localization function (ELF) oder das topologische Konzept von Richard Bader (atoms in molecules 1990). ELF ist eine Methode, um chemische Bindungen sichtbar zu machen. Sie beruht auf der Paardichte von zwei Elektronen mit gleichem Spin (same spin pair probability density). Orte mit geringer Paardichte werden mit einer hohen Lokalität eines Elektrons und topologisch mit einer chemischen Bindung in Zusammenhang gebracht. ELF kann auf HF und DFT-Niveau praktisch berechnet werden.
Die Bader-Methode bildet über die erste und zweite Ableitung der Elektronendichte nach den Raumkoordinaten einen Zusammenhang mit intuitiven Vorstellungen wie chemischen Bindungen.
Für eher kleine Moleküle ist die sogenannte Gruppentheorie bei ausgezeichneten Geometrien (Gleichgewichtszustand) eine große Hilfe, da dadurch die erforderliche Rechenleistung enorm vermindert wird.
In der Festkörpertheorie werden die regelmäßig wiederkehrenden Strukturen bei Kristallen ausgenutzt, um qualitative oder auch quantitative Randbedingungen daraus abzuleiten.

### Fachartikel
- Frank Jensen: Computational Chemistry: The Exciting Opportunities and the Boring Details. In: Israel Journal of Chemistry. Band 62, Nr. 1–2, Februar 2022, doi:10.1002/ijch.202100027 (englisch).
- John A. Pople: Quantenchemische Modelle (Nobel-Vortrag). In: Angewandte Chemie. Band 111, Nr. 13–14, 12. Juli 1999, S. 2014–2023, doi:10.1002/(SICI)1521-3757(19990712)111:13/14<2014::AID-ANGE2014>3.0.CO;2-C.
- Markus Reiher, Paulo A. Netz: Welche Bedeutung haben Theoretische Konzepte in der Chemie? In: Chemie in unserer Zeit. Band 33, Nr. 3, Juni 1999, S. 177–185, doi:10.1002/ciuz.19990330312.

### Fachbücher
- Frank Jensen: Introduction to Computational Chemistry. 3. Auflage. John Wiley & Sons, Chichester, UK ; Hoboken, NJ 2017, ISBN 978-1-118-82599-0 (englisch).
- Errol G. Lewars: Computational Chemistry. Springer International Publishing, Cham 2016, ISBN 978-3-319-30914-9, doi:10.1007/978-3-319-30916-3 (englisch).
- Lutz Zülicke: Molekulare Theoretische Chemie. Springer Fachmedien Wiesbaden, Wiesbaden 2015, ISBN 978-3-658-00488-0, doi:10.1007/978-3-658-00489-7.
- Joachim Reinhold: Quantentheorie der Moleküle. Springer Fachmedien Wiesbaden, Wiesbaden 2015, ISBN 978-3-658-09409-6, doi:10.1007/978-3-658-09410-2.
- Peter W. Atkins, Ronald Friedman: Molecular Quantum Mechanics. 5. Auflage. Oxford University Press, Oxford ; New York 2011, ISBN 978-0-19-954142-3 (englisch).
- Christopher J. Cramer: Essentials of Computational Chemistry. 2. Auflage. Wiley, Chichester, West Sussex, England ; Hoboken, NJ 2004, ISBN 978-0-470-09182-1 (englisch).
- Werner Kutzelnigg: Einführung in die Theoretische Chemie. Wiley-VCH Verlag GmbH & Co. KGaA, Weinheim, Germany 2001, ISBN 978-3-527-66380-4, doi:10.1002/9783527663804.

### Ältere Literatur und Klassiker
- Attila Szabo, Neil S. Ostlund: Modern Quantum Chemistry. Dover Publications, Mineola, N.Y 1996, ISBN 978-0-486-69186-2 (englisch).
- P. Gombás: Theorie und Lösungsmethoden des Mehrteilchenproblems der Wellenmechanik. Birkhäuser Basel, Basel 1950, ISBN 978-3-0348-6957-7, doi:10.1007/978-3-0348-6956-0.